# Raionul Ștefan Vodă
Raionul Ştefan Vodă är ett distrikt i Moldavien. Det ligger i den sydöstra delen av landet. Antalet invånare är 70 036. Arean är 998 kvadratkilometer. Raionul Ştefan Vodă gränsar till Odessa oblast.
Terrängen i Raionul Ştefan Vodă är platt söderut, men norrut är den kuperad.
Följande samhällen finns i Raionul Ştefan Vodă:
- Ştefan Vodă
- Palanca